# Okara (Pakistan)
Okara (en ourdou : اوکاڑہ ; Okāra) est une ville pakistanaise, et capitale du district d'Okara, dans la province du Pendjab.
La population s'élevait à 201 815 habitants en 1998. En 2017, le recensement indique une population de 357 935 habitants, soit une croissance annuelle de 3,3 % depuis 1998, largement supérieure à la moyenne nationale de 2,4 %. Elle est ainsi la 28e plus grande ville du pays. En 2023, la population de la ville monte à 533 693 habitants.
|            | 1972 (rec.) | 1981 (rec.) | 1998 (rec.) | 2017 (rec.) | 2023 (rec.) |
| ---------- | ----------- | ----------- | ----------- | ----------- | ----------- |
| Population | 84 334      | 127 455     | 201 815     | 357 935     | 533 693     |

## Politique
Depuis le redécoupage électoral de 2018, la ville est représentée par la circonscription no 189 à l'Assemblée provinciale du Pendjab. Lors des élections législatives de 2018, elle est remportée par un candidat de la Ligue musulmane du Pakistan (N).
| Parti                                      | Voix    | %       |
| ------------------------------------------ | ------- | ------- |
| Ligue musulmane du Pakistan (N)            | 69 561  | 57,45 % |
| Mouvement du Pakistan pour la justice      | 40 580  | 33,52 % |
| Tehreek-e-Labbaik Pakistan                 | 6 358   | 5,25 %  |
| Parti du peuple pakistanais                | 2 534   | 2,09 %  |
| Indépendants                               | 2 043   | 1,69 %  |
| Total exprimés (participation : 53,6 %)    | 121 076 | 100 %   |
| Source : Commission électorale du Pakistan |         |         |